# قشلة البركة

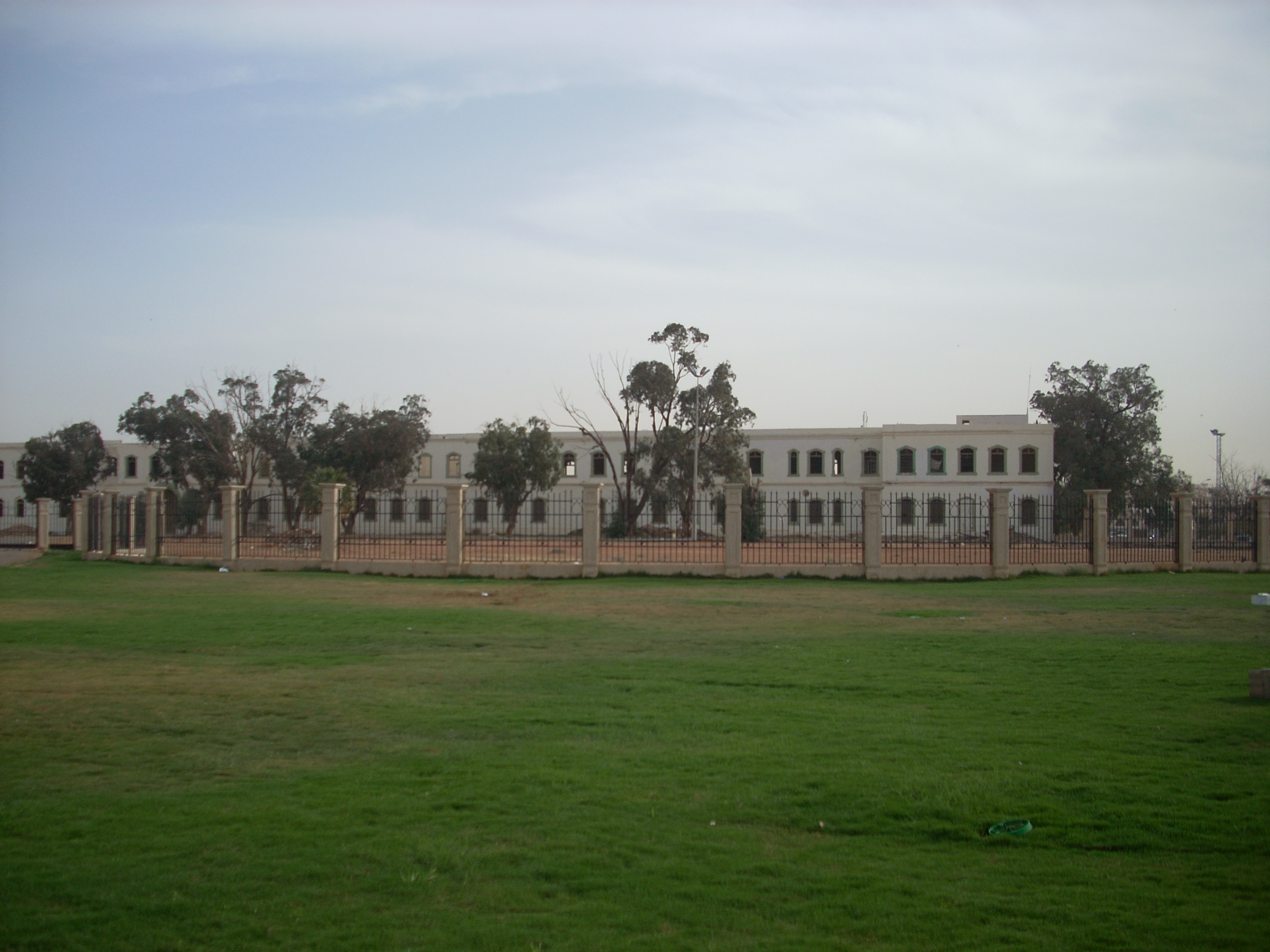
المبنى اليوم.

قشلة البِركة أو قصر البركة أو القشلة العثمانية في مدينة بنغازي، ليبيا. هو مبنى عسكري ضخم يرجع تاريخ انشائه إلى فترة حكم رشيد باشا الثاني (1889-1893). وتم الانتهاء من الجزء الأمامي منه في 1895.
تم إضافة جزئين جانبيين له في فترة الاحتلال الإيطالي لليبيا، وتتجاوز غرف القصر 360 غرفة. ويقع في منطقة البركة في المدينة ويجاور حي الكيش وتقابل واجهته الرئيسية كتيبة الفضيل بو عمر السابقة إضافة لساحة الكيش.
يوجد سور يحيط بأجزاء من المبنى، و رغم القيمة التاريخية للمبنى، إلا أنه غير مستغل إضافة إلى حاجته للترميم.